# Cipriano Campomenoso
Cipriano Campomenoso (Genova, 1535 circa – Anversa, 23 maggio 1622) è stato un mercante italiano.

## Biografia
Cipriano Campomenoso fu un ricco mercante genovese. In giovane età si trasferì ad Anversa nelle Fiandre, dove fondò una compagnia commerciale e da dove inoltre fu  particolarmente attivo sul mercato finanziario e monetario europeo. La compagnia conobbe un notevole successo e i capitali accumulati furono investiti nell'acquisto della signoria di Heysselaer e di molti altri beni immobili ad Anversa e nella regione circostante.
Il 9 settembre 1615 fu elevato al rango di signore grazie alla patente di nobiltà rilasciatagli dall’imperatore Mattia d'Asburgo a Praga. 
La ricca compagnia fu ereditata dal figlio maggiore Bartolomeo Campomenoso.